# 七つの会議
『七つの会議』（ななつのかいぎ）は、池井戸潤による日本の小説。2011年5月から2012年5月まで『日本経済新聞電子版』に連載され、単行本化の際に書き下ろしの1話を追加し、8話構成の連作短編集として、2012年11月5日に日本経済新聞出版社より刊行された。
中堅電機メーカーで起こった不祥事に巻き込まれていく社員たちを描く群像劇。
2013年にNHK「土曜ドラマ」でテレビドラマ化、2019年に映画化された。

## あらすじ
一部上場の大手電機メーカー・ソニックの子会社である中堅電機メーカー・東京建電。会議の中で役職や職種の違う平凡な社員たちの不作為が作り上げていく不祥事。社員たちは立場の違いから異なる方法でそれに対峙し、不祥事の全容が明らかになっていく。

### 第一章
東京建電の営業会議前、人生において万年2番手の営業第二課課長である原島万二は、鬼と呼ばれる営業部長北川誠が入室するのを恐れていた。営業課は通称「花の一課、地獄の二課」と呼ばれ、一課は法人備品向け、二課は住宅設備関連家電向けであることから売上の差が歴然たるものであり、営業会議では坂戸宣彦（営業第一課課長）が率いる一課が毎回称賛される一方、二課は北川に叱責されていたのだった。
そんな営業会議で毎回居眠りを繰り返す営業第一課万年係長の「はっかく」こと八角民夫は、坂戸の度重なる度を超えた叱責に対してパワハラで訴える。営業課社員の誰もがそんな訴えを上が退けると思っていたが、パワハラは認定されてしまい、坂戸は人事部へ左遷されてしまい、一課課長は原島が担当することになる。一連の人事に疑問を覚えた原島は、八角へ真相を問いただすと、そこには「後章で登場する人物」や「会社の存続に関わるとんでもない事実」が関わっていることを知ることになる。

### 第二章
100年以上続くねじ製造業者「ねじ六」は三年前の夏まで東京建電の取引先であったが、同社より取引を打ち切られて以降、既存顧客からの価格引き下げによる赤字経営で苦しんでいた。東京建電と取引していた当時は坂戸の度重なる価格引き下げを断った結果、取引を打ち切られていたのだった。
ねじ六の社長、三沢逸郎は、妹であり専務でもある三沢奈々子となんとか経営を切り盛りするために奮闘していたが、新しく営業をかけていた九条興産からもねじの採用を断られ途方に暮れていた。そんな中、原島が現れ、東京建電が扱う全てのねじを現発注先から「ねじ六」に転注したいとの打診を受け、逸郎は怪しく思いながらも引き受けるのだった。
東京建電からの発注によりねじ六の経営は息を吹き返したが、逸郎は東京建電が突然ねじ六に転注してきたことを不思議に思う。実はこの転注も、前章の坂戸が左遷されたことに大きく関わることになる。

### 第三章
営業第四課の浜本優衣は27歳の誕生日を1人で迎えた。入社して2年経った頃、ただ指示された仕事をこなすというのは優衣にとっては苦痛であったが、会社の飲み会で妻子持ちとは知らずにある男と付き合ったが、妻子持ちということがわかり、男の妻と別れるという言葉を信じて3年が経過した頃、ついに限界を迎えた優衣は男に別れを告げた。その男とは経理課課長代理の新田雄介であった。
新田と別れ、苦痛の日が戻ることとなった優衣は会社を辞めることを決意するが、上司にしつこくなぜやめるのかを問われ、納得させる理由として寿退社と嘘をついて了承され、2ヶ月後に辞めることが決まった。しかし、優衣は自分がいた5年間で何も残せていないということが心に残り、最後に何か残したいという思いから、日々、夕食を取ることなく夜遅くまで残業している社員の為に食品販売を思いつき、無人のドーナツ販売を提案したのだった。
優衣はドーナツの調達をどこからするかなどを探しているうちに、脱サラしてドーナツの移動ベーカリーを経営している三雲英太と知り合い、東京建電へ供給してくれる契約を取り付けた。準備を整えた優衣の提案は新田による経理課で否決されつつも、物珍しさや社内アンケートの結果も手伝って役員会では決裁され、無事に無人のドーナツ販売が開始された。
だが、無人販売ということもあってお金を払わないドーナツ泥棒がいることが判明する。このドーナツ泥棒は、前章までの一連の人事や転注に疑問を覚えた人物によるストレス解消の犯行であった。

### 第四章
営業を目の敵にしている経理課課長の加茂田久司は、計数会議で営業第一課の売上が計画から七千万円もブレがあることを原島に指摘し、怒鳴りつけていた。原島は冷静に対応して会議は終わった。
そんな様子を同席していた経理課課長代理である新田雄介が加茂田の指示で売上のブレについて調べていると、原島が行ったねじ六への転注によってコストが上がっていたからであった。経理課は営業の原島に対してなぜわざわざコストの高いねじ六へ転注したのかという疑問を抱き始めた。また、原島がねじ六の接待に銀座での高い飲食接待費を計上したことも情報として掴んでいた。
新田は独断で厳しく原島に問い詰めたが、原島の北川への根回しにより新田は逆に叱責されることとなる。新田は営業への恨みからねじ六への転注の謎を追求しようと動き始めた。
「ねじ六」に転注する前は「トーメイテック」という江木恒雄が社長を務める中小企業に発注していたことがわかり、新田は単独で調査を行い、トーメイテックへ出向いて江木と出会い決算書の要求、営業と発注先の癒着の疑いで長年勤める八角へ聞き取りなどを行うが、軽くあしらわれるなど上手くいかない。
冷え切った妻との関係も手伝い、次第にストレスが溜まっていく。取引がなくなったトーメイテックへ勝手に出向いて決算書を要求したことが、偶然原島に見られていたことから加茂田に問題とされ厳しく叱責され、その日の帰り道に電車で酔っ払いに殴られと散々な目に遭う。
数日後、なぜか優衣との不倫が経理部長の飯山孝実に知られており、新田は大阪の営業部の左遷が言い渡される。なぜ不倫がバレたのか、本当に左遷の理由が不倫なのかと疑問に思いながらも、妻と離婚して大阪へ飛ばされるのだった。

### 第五章
元は営業部次長であった佐野健一郎は、営業部長北川によって営業マン失格の烙印を押され、今はカスタマー室に追いやられていた。カスタマー室とはいわばクレームの処理係であり、佐野はカスタマー室長となっていた。佐野は営業部長北川に恨みを募らせていたため、営業に対する何らかのクレームが来るのを待ち望んでいた。
ある日、営業が夜遅くまで来て迷惑だというクレームが来たことから、佐野はチャンスとばかりに営業糾弾のカスタマーレポートを作成し、自らも北川も参加する連絡会議で追求するが、北川に逆にこき下ろされた上、社長の宮野和広からも同意見だとされて逆に恥をかかされ、憎悪を募らせていくばかりだった。
カスタマーレポートを作成し直しを余儀なくされた佐野だったが、あるクレームが立て続けに報告されており、その内容は東京建電が販売する「折りたたみ椅子（ラクーン）の座面が壊れた」というものであった。佐野はカスタマーレポートの種として興味を持ち、商品企画部で折りたたみ椅子を担当している奈倉と調査を行ったところ、ねじの強度に問題があることがわかり、ラクーンのねじは当初「ねじ六」に発注していたものを、3年ほど前に坂戸によってコストの安いトーメイテックに転注、半年前原島が再度ねじ六に転注したという事実がわかった。
佐野と奈倉はクレームがいずれも3年以内のものであることから、トーメイテック発注時代のねじを調べた。すると同社に発注している全てのねじが強度不足であることがわかり、佐野はこの事実をカスタマーレポートに記載して北川と製造部長の稲葉に対して仕返しを考えていたが、奈倉は青ざめていた。ラクーンのねじと同様、強度不足であるトーメイテック製のねじが世界中で運行されている列車や航空機の座席に使用されているという事実を知ったからである。佐野たちカスタマー室のメンバーは、下手すれば東京建電そのものが消えるかもしれないこの事実を報告するべきか途方に暮れるのであった。

### 第六章
製造部長である稲葉要は、営業部長北川誠の元を訪れていた。用件は北川の元にも届いていた、ねじ強度不足による告発文であった。もちろん告発者は、カスタマー室長の佐野である。北川は佐野に接触して隠蔽に協力するよう説得するも、北川に恨みがある佐野は、隠蔽の条件として北川の辞任を要求したのだった。
だが、北川は拒み、佐野は宮野社長にも告発していると強気に出るが、北川は佐野に事の顛末を話した。八角から強度不足のねじが椅子や、航空機・列車の座席に使用されていることが伝えられ、それを稲葉、北川、宮野で話し合った結果、社長の宮野の決定は「隠蔽」であること。隠蔽は宮野社長の指示であると知った佐野は、なす術をなくしたのだった。
だが2日後、親会社のソニックからの出向者である副社長の村西京助が北川を呼び出し、自分のもとに届いた匿名の告発文を持って問いただしてきた。北川は、ソニックからの出向（外様）である村西であれば正しく動くだろうと、佐野が告発したものだと考えた。北川はもはや真実を語るしかなかった。

### 第七章
副社長村西はソニックの総務部長である木内信昭を呼び出し、北川から受けた説明全てを話した。木内は御前会議が開かれるだろうと話した。御前会議は社長、副社長、常務総務部長が参加することになった。村西から御前会議で常務の梨田元就に報告し、話を聞いていた御前様ことソニックの社長徳山郁夫は事態の把握が必要だと発言し、調査チームを結成した。また同時に「隠蔽チーム」と呼ばれた宮野、北川、稲葉は徳山に呼び出され言い訳は完全に封じ込められたのだった。
自分に匿名の告発をしたのが佐野だと思った村西は佐野を呼び出すが、佐野は自分じゃないと否定した。佐野から告発は八角じゃないかと言われた村西は八角に接触し、一連の出来事について聞くも、この会社の体質が今回の事件を引き起こしたと曖昧な回答しか得られず、また、体質についてはかつて製造部で働いていた増谷寛二という男を訪ねろと言われて八角は去ってしまう。
村西は70歳を超える増谷に会い、事情を話した。20年前、東京建電はヤマト製作所の車両用設備の受注を他社と争っており、なんとしても取りたかった案件だったが金額でかなわなかった。当時製造部にいた増谷は、営業担当に規格外のものであれば安く受注できると何気なく伝えたが、営業担当は了承しデータ偽装して受注を得たのだ。その男は現営業部長北川だった。八角はこのことを知っていたが告発出来ないでいた。また、当時の東京建電営業部長で、現在はソニックの常務取締役である梨田もこれを知っていた。
ソニックによる調査チームが集めた情報と村西の得た情報に基づき御前会議が開かれる。一連の強度不足ねじが使用された商品をリコールした場合、関連費用は約1800億円に上るが、当然これは東京建電に払える金額ではなかった。だが、御前会議では20年前の事件は隠蔽され、また、徳山から村西はソニックの人間ではない、この会議に議事録は存在しないとヤミ改修が行われることになったのであった。原島がソニックのヤミ改修の指導者という扱いを受けながらヤミ改修は着々と進んでいた。
一方で株主総会で、宮野は引責辞任と同時に村西が会長に就任することが決定した。村西は会長としては似つかわしくない居酒屋で、八角に「原島が部長に昇格すること、北川の関連会社への出向、稲葉が製造部長から外される」という人事を告げた上で、八角に営業課長を打診していたが、ヤミ改修と生半可な人事だけではソニックも東京建電も変わらないと八角は断ったのだった。
その翌日、村西が新聞を読んでいたが、そこにはソニックの子会社である東京建電が巨額のリコール隠しを行い、リコール対象製品に対してヤミ改修を行っていたことが掲載されていた。村西は「八角がリークしたに違いない」と会社に向かうのだった。

### 第八章
東京建電のリコール隠しが表沙汰になって以降、東京建電が販売した座席を採用している航空機や鉄道は一斉に運行停止となっていた。社会に混乱をもたらした東京建電は反社会的企業の烙印を押され、連日マスコミの追及の矢面に立たされていた。当の営業の社員は連日取引先への事情説明に追われ、すべての事情を知る八角は一人会社の自席にいた。
そんな八角のもとに、ソニックの顧問弁護士でもあり今回の事件の社外調査役でもある加瀬孝毅が訪ねていた。坂戸へ事情聴取へいくということで八角へ同行を求めてのことだった。加瀬の坂戸への事情聴取は、損害賠償を坂戸にも負ってもらう可能性を示唆して、坂戸が持つ家族の資産を売却したらという類の話をしていた。家族の資産だけはと懇願する坂戸とは裏腹に、そもそも不正を最初に言い出したのは誰かという内容に変わっていた。坂戸はトーメイテックの江木が言い出したことで、最初は断ったが実績欲しさとノルマの重圧で要求を飲んだと証言するが、加瀬は江木から坂戸からの注文に沿ったものを製造しただけと聞いているとし、ましてや立場の弱い下請けが言い出すはずがないと踏んでいた。
八角は坂戸の言葉に半信半疑ながらも詳しく調べる必要があると考え、後日、再度坂戸に詳しい話を聞いていた。坂戸はトーメイテックと新規取引しようと思ったきっかけは、北川の紹介であったこと。今回の不正のやり取りの証拠が口頭だけで一切ないことを八角に伝えた。埒が明かない八角は、トーメイテックへ出向いて直接江木に話を聞きに行くのだが全否定で収穫はなかった。今度はトーメイテックを紹介した北川を訪ねると、北川は社長の宮野からの指示で坂戸へ話をしたとのことであった。
調べれば調べるほどに新たに現れる登場人物を順に訪ねるも、宮野からは一切の情報が引き出せなかった。そこで八角は、旧知の仲である宮野の社用運転手だった佐川昌彦に話を聞き、全て宮野の企みであったこと、宮野と江木の密会で宮野に何かあればトーメイテックで面倒を見ることという密約を交わしていたを証言する。証拠がない為、フェイクメールで江木を追及して白状させ、経緯を全て洗い出すことに成功した。
最終的に宮野は特別背任罪で起訴され、トーメイテックは破産して江木は行方をくらませた。調査委員会から事情を勘案された坂戸は個人賠償は免れたものの懲戒免職となり、その後再就職となった。二十年前の事件が公になったことで常務の梨田は子会社へ出向となった。
東京建電は事実上残務処理のための企業となり、実務を担う営業一課のセクションだけが残され、その他の事業は設立した新会社へ移された。東京建電の社長は村西が就任し、新会社の社長は経理部長だった飯山が就任した。一方の八角はというと、新会社で課長もしくは部長代理を打診されていたものの結局は東京建電の営業一課係長として残ることとなったのである。

## 登場人物

### 東京建電

#### 営業課
八角民夫（やすみ たみお）
営業第一課の万年係長。50歳。営業会議で毎回居眠りをしている為、「居眠り八角（はっかく）」と呼ばれるぐうたら社員。作中は御前会議のような役員がいる場面以外では基本的に「はっかく」と呼ばれる。入社当時は敏腕営業マンだったが、ある出来事がきっかけで現在のようなぐうたら社員となった。不祥事の全容を知るキーパーソンである。
北川誠（きたがわ まこと）
営業部長。50歳。結果第一主義で、社内の絶対権力者。八角とは同期。営業会議においてノルマ未達の報告を受けた場合は厳しい叱責が課せられる為、原島を始めとした営業マンからは鬼だと恐れられている。なぜか、営業会議で居眠りをする八角を叱らない。
坂戸宣彦（さかど のぶひこ）
営業第一課課長。38歳。トップセールスマンで、北川から全幅の信頼を寄せられている。営業会議で居眠りを繰り返す八角とは馬が合わず、行き過ぎた叱責によりパワハラ認定されてしまい、人事部に左遷される。
原島万二（はらしま ばんじ）
営業第二課課長。45歳。名前通りの万年二番手。パワハラで左遷された坂戸の後任として、営業第一課課長となる。八角の経歴を確認の上、真相を聞いたことから、ある方針に従って行動する。
浜本優衣（はまもと ゆい）
営業第四課。27歳。寿退社を控えている。社内環境の改善のため、ドーナツの無人販売を企画した。入社してまもなく数年間は経理部の新田と不倫関係にあった。
佐伯浩光（さえき ひろみつ）
営業第二課課長代理。38歳。坂戸とは同期。

#### 経理課
飯山孝実（いいやま たかみ）
経理部長。北川に並ぶ実力者。営業部を目の敵にしている。
加茂田久司（かもだ ひさし）
経理課長。飯山の腹心。
新田雄介（にった ゆうすけ）
経理課課長代理。34歳。営業部の粗を探すことに執着している。関西出身で妻子持ちだが、妻との仲があまりうまくいっていない。

#### 役員
宮野和広（みやの かずひろ）
社長。製造部からの叩き上げ。梨田には頭が上がらない。
村西京助（むらにし きょうすけ）
副社長。ソニックから出向した外様の役員。梨田とは同期で出世争いをしていた。
稲葉要（いなば かなめ）
製造部長。
河上省造（かわかみ しょうぞう）
人事部長。

#### その他の社員
佐野健一郎（さの けんいちろう）
カスタマー室長。元は営業部次長だったが北川に蹴落とされ、彼を恨んでいる。
小西（こにし）
カスタマー室担当。
仁科（にしな）
カスタマー室担当。
伊形雅也（いがた まさや）
人事部課長代理。
奈倉（なぐら）
商品企画部員。
前川（まえかわ）
高崎工場副工場長。

### ねじ六
老舗ネジ製造工場。
三沢逸郎（みさわ いつろう）
4代目社長。経営難に陥っている。
三沢奈々子（みさわ ななこ）
会社を陰で支える社長の妹。シングルマザー。

### トーメイテック
東京建電の下請け会社。営業一課が扱うねじの部品を一手に製造している。
江木恒雄（えぎ つねひこ）
社長。宮野社長とは同郷。

### ソニック
東京建電の親会社である日本を代表する総合電機メーカー。ドラマ版ではフロンティア、映画版ではゼノックスと社名が変更されている。
徳山郁夫（とくやま いくお）
社長。社内の絶対権力者で、徳山が出席する定例会議は御前会議と呼ばれている。
梨田元就（なしだ もとなり）
常務取締役。強権的な態度で出世した。元は東京建電の営業部で八角と北川の上司だった。
田部（たべ）
副社長。徳山の腹心。
木内信昭（きうち のぶあき）
総務部長。

### その他
八角淑子（やすみ としこ）
八角の元妻で良き理解者。
三雲英太（みくも えいた）
移動ベーカリーの経営者。
坂戸崇彦（さかど たかひこ）
坂戸宣彦の兄。
加瀬孝毅（かせ こうき）
社外調査委員会の一員。

## 書誌情報
- 単行本：2012年11月5日、日本経済新聞出版社、ISBN 978-4-532-17116-2
- 文庫本：2016年2月19日、集英社文庫、ISBN 978-4-08-745412-3

## テレビドラマ
NHK総合の「土曜ドラマ」枠で2013年7月13日から8月3日まで放送された。全4回。主演は東山紀之。
原作の第1話「居眠り八角」の主人公の、パワハラの不祥事で更迭されたエリート営業課長の後任に任命された原島万二を主人公に、会社組織の闇を描く。

### キャスト（テレビドラマ）

#### 東京建電
- 原島万二（営業部四課長 → 営業部一課長） - 東山紀之
- 八角民夫（営業第一課 "万年係長" ） - 吉田鋼太郎
- 坂戸宣彦（営業一課長 → 人事部付） - 眞島秀和
- 佐伯浩光（営業一課員） - 田口淳之介
- 新田雄介（経理課員） - 山崎樹範
- 浜本優衣（営業一課員） - 村川絵梨
- 河上省造（人事部長） - 矢島健一
- 加茂田久司（経理課長） - 野間口徹
- 佐野健一郎（カスタマー室長） - 豊原功補
- 小西太郎（カスタマー室） - 浜野謙太
- 仁科理美（カスタマー室） - 松尾れい子
- 日野（営業二課長） - 阪田マサノブ
- 木村（営業三課長） - 遠山俊也
- 住田（営業一課員） - 日向丈
- 嶋野（営業一課員） - 久保山知洋
- 稲葉要（製造部長） - 中村育二
- 奈倉明（企画開発室） - 戸次重幸
- 佐川昌彦（社長付き運転手） - 温水洋一
- 村西京助（副社長） - 北見敏之
- 北川誠（営業部長） - 石橋凌
- 宮野和広（社長） - 長塚京三

#### フロンティア
- 徳山郁夫（社長） - 山本圭
- 田部（副社長） - 須永慶
- 梨田元就（常務取締役） - 神保悟志
- 木内信昭（総務部長） - 小野了
- 安藤（顧問弁護士） - 井上肇

#### その他
- 加瀬孝毅（弁護士） - 堀部圭亮
- 原島江利子（原島の妻） - 戸田菜穂
- 原島万作（原島の父） - 竜雷太
- 原島陸（原島夫婦の息子） - 里村洋
- 三沢逸郎（ねじ六社長） - 甲本雅裕
- 三沢奈々子（逸郎の妹） - 遊井亮子
- 三沢香（奈々子の娘） - 成石亜里紗
- 江木（トーメイテック社長） - 小木茂光

### スタッフ（テレビドラマ）
- 原作 - 池井戸潤『七つの会議』（日本経済新聞出版社刊）
- 脚本 - 宮村優子
- 制作統括 - 谷口卓敬
- 演出 - 堀切園健太郎
- プロデューサー - 遠藤日登思（アミューズ）
- 音楽 - 横山克

### 放送日程
| 放送回 | 放送日  | サブタイトル       |
| ------ | ------- | ------------------ |
| 第1回  | 7月13日 | だれかが消えていく |
| 第2回  | 7月20日 | 二度と戻れない     |
| 第3回  | 7月27日 | すべてが壊れていく |
| 最終回 | 8月03日 | だれかが生き残る   |

- 総合：21時 - 21時58分
  - 第2回は参院選関連番組のため30分繰り下げ、21時30分 - 22時28分
  - 第4回は野球中継のため30分繰り下げ予定のうえ延長で55分繰り下げ、21時55分 - 22時53分
- 再放送（総合）：7月15日 - 8月5日 毎週月曜日0時10分 - 1時8分[5]
  - 第1回は30分繰り下げ、0時40分 - 1時38分
  - 第2回は、7月27日 土曜日1時40分 - 2時38分

| NHK 土曜ドラマ                       | NHK 土曜ドラマ                        | NHK 土曜ドラマ                       |
| 前番組                               | 番組名                                | 次番組                               |
| ------------------------------------ | ------------------------------------- | ------------------------------------ |
| 島の先生 （2013年5月25日 - 6月29日） | 七つの会議 （2013年7月13日 - 8月3日） | 夫婦善哉 （2013年8月24日 - 9月14日） |

## 映画
2019年2月1日公開。主演は野村萬斎。
監督は『半沢直樹（2013年版）』『ルーズヴェルト・ゲーム』『陸王』『下町ロケット』とTBS系「日曜劇場」枠において数々の池井戸作品を手掛けた福澤克雄。音楽もこれらの作品を手掛けた服部隆之が担当している他、日曜劇場を放送するTBSテレビが制作に深く関与している。また、キャスト面でもこれらの作品の出演者が多数本作にも出演している。
なお、本作に登場した大手電機メーカー「ゼノックス」は、後に『半沢直樹（2020年版）』の劇中で使用されたICレコーダーの製造元として設定されている。

### キャスト（映画）

#### 東京建電
- 八角民夫（営業第一課 "万年係長" ）：野村萬斎
- 北川誠（営業部長）：香川照之
- 原島万二（営業部二課長 → 営業部一課長）：及川光博
- 坂戸宣彦（営業部一課長 → 人事部付け）：片岡愛之助
- 新田雄介（経理課課長代理 → 東北営業所 営業部）：藤森慎吾
- 浜本優衣（営業一課員）：朝倉あき
- 佐野健一郎（カスタマー室長 → 小倉営業所 営業部）：岡田浩暉
- 河上省造（人事部長）：緋田康人
- 佐伯浩光（営業二課課長代理）：須田邦裕
- 前川（前橋工場長）：赤井英和
- 仁科（カスタマー室）：吉谷彩子
- 小西（カスタマー室）：山本圭祐
- 稲葉要（製造部長）：加山到
- 奈倉翔平（商品開発部）：小泉孝太郎
- 飯山高実（経理部長）：春風亭昇太
- 加茂田久司（経理課長）：勝村政信
- 村西京助（副社長）：世良公則
- 宮野和広（社長）：橋爪功

#### ゼノックス
- 田部（副社長）：木下ほうか
- 木内信昭（総務部長）：井上肇
- 梨田元就（常務取締役）：鹿賀丈史
- 徳山郁夫（社長）：北大路欣也

#### その他
- 三沢逸郎（ねじ六社長）：音尾琢真
- 八角淑子（八角の元妻）：吉田羊
- 坂戸崇彦（坂戸の兄、東京中央銀行 本店第一営業部次長）：橋本さとし
- 三沢奈々子（逸郎の妹）：土屋太鳳
- 星野（老夫婦の息子）：溝端淳平
- 江木恒彦（トーメイテック社長） ：立川談春
- 加瀬孝毅（弁護士）：役所広司

### スタッフ（映画）
- 原作：池井戸潤『七つの会議』（集英社文庫刊）
- 監督：福澤克雄
- 脚本：丑尾健太郎、李正美
- 音楽：服部隆之
- 主題歌：ボブ・ディラン「メイク・ユー・フィール・マイ・ラヴ」（ソニー・ミュージックレーベルズ）
- 配給：東宝
- 制作プロダクション：マックロータス
- 製作幹事：TBSテレビ
- 製作：「七つの会議」製作委員会（TBSテレビ、東宝、毎日放送、CBCテレビ、ジェイアール東日本企画、毎日新聞社、電通、北海道放送、RKB毎日放送、朝日新聞社、オフィスIKEIDO、TBSラジオ、集英社、日本出版販売、TCエンタテインメント）

### テレビ放送
2021年3月30日にTBS系列にて地上波初放送された。また、2022年4月3日にも放送された。